# 다도초등학교
다도초등학교는 대한민국 전라남도 나주시 다도면 궁원리에 있는 공립 초등학교이다.

## 학교 연혁
- 1918년 9월 12일: 다도공립보통학교 인가(4년제)
- 1922년 4월 1일: 6년제 개편
- 1938년 4월 1일: 다도공립보통심상소학교 개칭
- 1941년 4월 1일: 다도공립국민학교 개칭
- 1946년 9월 30일: 풍산분교장 개설
- 1948년 4월 1일: 다도국민학교 개칭
- 1950년 4월 10일: 다도남국민학교 분리
- 1953년 3월 1일: 다도북국민학교 분리
- 1968년 3월 5일: 암정국민학교 분리
- 1975년 7월 25일: 궁원리 현 위치로 이전(나주호 수몰)
- 1977년 6월 1일: 고마분실 분리
- 1993년 3월 1일: 암정분교장 통폐합
- 1995년 3월 1일: 방산분교장 통폐합
- 1996년 3월 1일: 다도초등학교 개칭
- 1999년 9월 1일: 풍산분교장 통폐합

## 기타
다도초등학교 출신 윤지혁은 1945년 본교의 교사로 부임하여 근무하기도 했다.

## 참고 자료
- 다도초등학교 - 한국교육학술정보원 학교알리미